# مونيكا كريمادي
مونيكا كريمادي (بالألبانية: Monika Kryemadhi‏) هي سياسية ألبانية وعضوة في البرلمان وعضوة بارزة في حزب الحركة الاشتراكية من أجل الاندماج. وُلدت في تيرانا في ألبانيا في 9 أبريل عام 1974.